# Задорожье (Глубокский район)

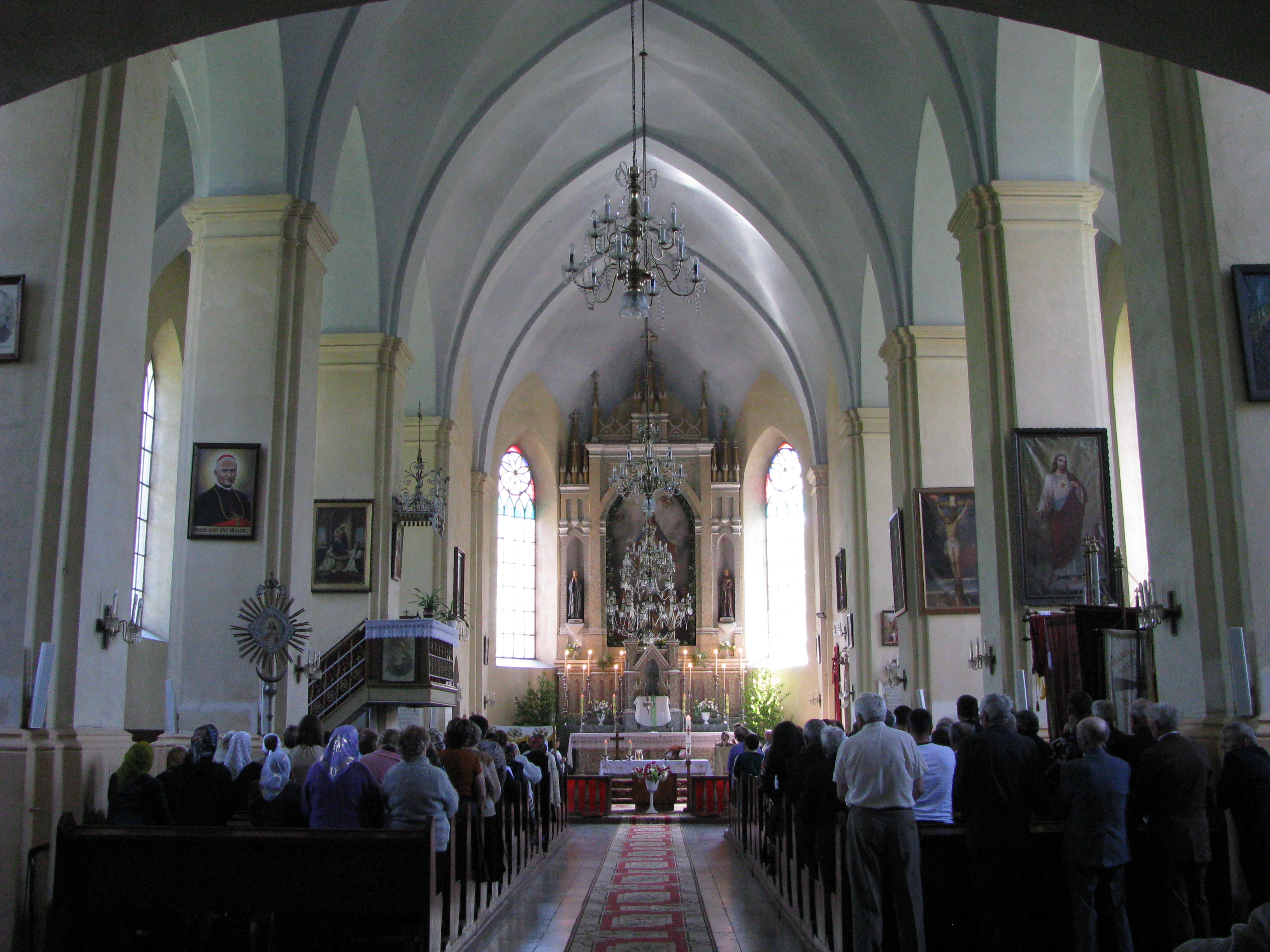
Интерьер храма

Задорожье (бел. Задарожжа) — деревня в Глубокском районе Витебской области Белоруссии, в Плисском сельсовете. Население — 2 человека (2019).

## География
Деревня находится в 22 км к северо-востоку от райцентра, города Глубокое. В 2 км к западу находится озеро Мнюто. Рядом с Задорожьем находится ещё целый ряд небольших деревень, Усово, Мнюто 2 и другие. Деревня связана местными дорогами с окрестными населёнными пунктами. Ближайшая ж/д станция Подсвилье находится в 10 км к югу от деревни (линия Полоцк — Молодечно).

## История
Несмотря на то, что сейчас Задорожье — маленькая деревня, оно имеет давнюю историю. Впервые оно упомянуто в документах эпохи Ливонской войны. В 1563 году Сигизмунд Август писал Ивану Грозному:
«Пришли к нам жалобы, что из Полоцка московские люди переходят Двину, много сел, бояр и дворян наших забрали, в Глубокое, Березвечье, Ластовичи, Залесье, Задорожье и в другие имения и села вступают, людей к присяге заставляют, а некоторых в неволю с имуществом их забирают, войной наших людей уничтожают».
В результате второго раздела Речи Посполитой (1793) Задорожье оказалось в составе Российской империи, в Дисненском уезде сначала Минской, а с 1842 года — Виленской губернии.
В существовавшем здесь деревянном католическом храме в 1883 году был крещён Вацлав Ластовский. Этот храм сгорел в 1902 году, после этого были предприняты усилия отстроить его в камне. На частные пожертвования к 1910 году был построен новый неоготический костёл по проекту известного виленского архитектора Антония Филиповича-Дубовика.
По Рижскому мирному договору (1921 года) Задорожье попало в состав межвоенной Польской Республики, где принадлежало Дисненскому повету Виленского воеводства. В 1930 году здесь проживало 107 жителей. С 1939 года в составе БССР.

## Достопримечательности
- Костёл Пресвятой Девы Марии. Построен в 1910 году в неоготическом стиле. Де-факто, храм расположен на северной окраине деревни Мнюто 2, но многими источниками относится к соседнему Задорожью[3][4]. Прихожанами храма являются католики из множества окрестных деревень, не только из Задорожья и Мнюто 2.